# Kaple svatého Jana Nepomuckého (Háje)
Kaple svatého Jana Nepomuckého z roku 1841 je nejstarší dosud stojící památka na Hájích v městské části Praha 11. Kaple náleží do chodovské farnosti, ovšem je velmi malá, takže se v ní neslouží pravidelně bohoslužby. 

## Dějiny
Kaple byla postavena v roce 1841 ve středu tehdejší obce Háje. Postupem času však chátrala, přičemž nejhorší situace nastala s nástupem socialismu, kdy se v bezprostředním okolí kaple začalo stavět velké sídliště Jižní Město. Okolní zástavba v blízkosti kaple musela ustoupit novým panelovým domů a taktéž kapli hrozila demolice. Nakonec se tak nestalo, byla však výstavbou značně poznamenána a výsledkem byl její havarijní stav. 
Poté se kapličky ujal Klub Za starou Prahu v čele s JUDr. Oldřichem Horou a v roce 1985 inicioval rekonstrukci, jejímž sponzorem byla Česká státní pojišťovna. Celkový projekt záchrany kaple připravili architekti Josef Hyzler a Zdeněk Fuka. V rámci záchrany kaple byla zrestaurována válcová věžička se zvonicí. Josefu Hyzlerovi se dokonce podařilo sehnat zvon ze starého kostela na Moravě, který by jinak byl zřejmě zničen. Zvon byl osazen a je na kapli dodnes. Litinová soška sv. Jana Nepomuckého byla během stavebních prací deponována v Malostranské mostecké věži v prostorách Klubu a jeho péčí byla i restaurována. Upraveno bylo i nejbližší okolí kaple a podél vzrostlých lip, kterým rovněž z důvodu rozsáhlých výkopových prací hrozila v období výstavby sídliště záhuba, byly osazeny lavičky.

## Současnost
V roce 2005 byla provedena rekonstrukce stavby městskou částí Praha 11. Obnovena byla zemní izolace, omítka a střešní krytina. V současné době je u ní sloužena na svátek Jana Nepomuckého (15. května) každoročně mše svatá.